# Saint-Jean—Iberville—Napierville
Pour les articles homonymes, voir Saint-Jean, Iberville et Napierville (homonymie).
Saint-Jean—Iberville—Napierville (aussi connue sous le nom de St-Jean—Iberville—Napierville) est une ancienne circonscription électorale fédérale située en Montérégie dans le sud du Québec, représentée de 1935 à 1968.

## Historique
La circonscription a été créée en 1933 à partir de Laprairie—Napierville et de Saint-Jean—Iberville. La circonsconcription fut abolie en 1949 et redistribuée parmi la nouvelle circonscription de Saint-Jean—Iberville—Napierville à laquelle fut rattachée une partie de la circonscription de Beauharnois—Laprairie. Cette dernière circonscription fut abolie en 1966 et redistribuée parmi Missisquoi et Saint-Jean.

## Géographie
En 1935, la circonscription comprenait:
- Le comté de Saint-Jean, excluant les municipalités de Notre-Dame-du-Mont-Carmel, Saint-Bernard-de-Lacolle et le village de Lacolle
- Le comté d'Iberville
- Le comté de Napierville

En 1949, la municipalité de Saint-Jacques-le-Mineur, située dans le comté de La Prairie, vint s'ajouter à la circonscription

## Député
1. 1935-1945 — Martial Rhéaume, PLC
2. 1945-1955 — Alcide Côté, PLC
3. 1955¹-1958 — J.-Armand Ménard, PLC
4. 1958-1965 — Yvon Dupuis, PLC
5. 1965-1968 — Jean-Paul Beaulieu, PC

- ¹ = Élection partielle
- PC  = Parti progressiste-conservateur
- PLC = Parti libéral du Canada